# Мортимер, Роджер, 1-й граф Марч
Ро́джер Мо́ртимер (англ. Roger Mortimer; 25 апреля 1287 — 29 ноября 1330) — 3-й барон Вигмор, лорд Мортимер с 1304 года, 1-й граф Марч (англ. Roger Mortimer, 1st Earl of March) с 1328 года; английский дворянин из рода Мортимеров, сыгравший ключевую роль в свержении короля Эдуарда II и после этого фактически правивший Англией на протяжении трёх лет.

## Биография

### Юные годы
Роджер Мортимер, старший сын Эдмунда Мортимера, 2-го барона Вигмора, и его жены, Маргарет де Фиенн, родился в замке Вигмор в Херефордшире. Эдмунд Мортимер был вторым сыном в семье, и ему суждена была карьера клирика, но внезапная смерть его старшего брата Ральфа всё изменила — Эдмунд был отозван из Оксфордского университета и объявлен наследником. Впоследствии он прославился тем, что возглавлял отряд, выследивший и убивший Ллевеллина Уэльского в Билт-Уэллс в 1282 году, но это было только последнее столкновение в длительной вражде между династией Мортимеров и валлийской знатью — Мортимеры участвовали в длительной войне на границах Валлийской марки веками, стараясь расширить свои владения на запад от Вигмора в сторону Уэльса. Дед его, Роджер Мортимер, 1-й барон Вигмор, был одним из ближайших друзей Эдуарда I. Мать его была троюродной сестрой Элеоноры Кастильской — жены короля Эдуарда I.

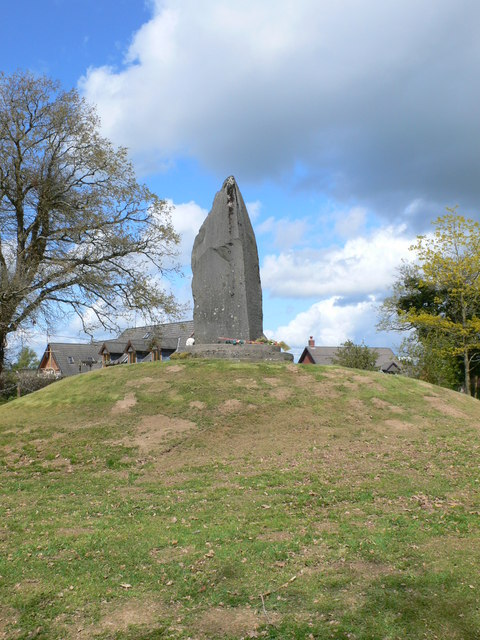
Памятник Ллевелину в Килмери, установлен в 1956 году

Когда Роджер был ещё мальчиком, его отправили на воспитание в поместье дяди, Роджера Мортимера из Чирка. Дядя его был тем самым человеком, который в 1282 году принёс отрубленную голову Ллевеллина Уэльского королю Эдуарду I. Как и многие дети феодалов того времени, Роджер был очень рано помолвлен — в возрасте 12 лет; его невестой стала Жанна де Жуанвиль, единственная наследница Джеффри де Жуанвиля, чьи владения находились по соседству. Они поженились в 1301 году, и Роджер присоединил к своим владениям замок Ладлоу и поместья в графстве Мит в Ирландии.
Детство Роджера закончилось, когда 17 июля 1304 года его отец был смертельно ранен в бою возле Билт-Уэллс. Так как Роджер был ещё несовершеннолетним, то он был отдан королём Эдуардом I под опеку дворянина Пьера Гавестона, 1-го графа Корнуолла. 9 апреля 1306 года девятнадцатилетний Роджер вступил в права наследника, получив состояние в 2500 марок. Его наследство было весьма впечатляющим и состояло из поместий Вигмора, Раднора и Майлиэнид, города Престин вместе с несколькими сотнями других мелких поместий, разбросанных по всей Англии, трети города Бриджуотер и ирландского поместья Данэмэйс в графстве Лиишь. Благодаря женитьбе Роджер не только усилил свои владения в Валлийской Марке, включив в них важный замок Ладлоу, который стал главной твердыней Мортимеров, но и приобрёл большие владения и влияние в Ирландии. Да и Джоан де Жуанвиль была не только наследницей в браке — её дед, Джеффри де Жуанвиль, в 1308 году передал большую часть своих ирландских поместий Роджеру Мортимеру, а сам удалился от дел и умер в 1314 году. В течение своей жизни Джеффри передал большую часть своего будущего наследства своему младшему сыну Симону де Жуанвилю (старший сын Пьер умер в 1292 году), который позднее стал бароном Кулмуллина. Роджер Мортимер также получил в своё владение город Трим в графстве Мит в Ирландии.
Его дед и отец служили королю, и естественно, что Роджер наследовал семейную традицию — он со своим дядей, лордом Чирком, был в числе тех трёхсот мужчин, которых Эдуард I посвятил в рыцари на Лебедином Пиру 22 мая 1306 года, и получил королевское денежное содержание. При этом Роджер оказался в компании молодёжи — друзей юного Эдуарда, принца Уэльского, куда входили Пьер Гавестон и граф Глостер.

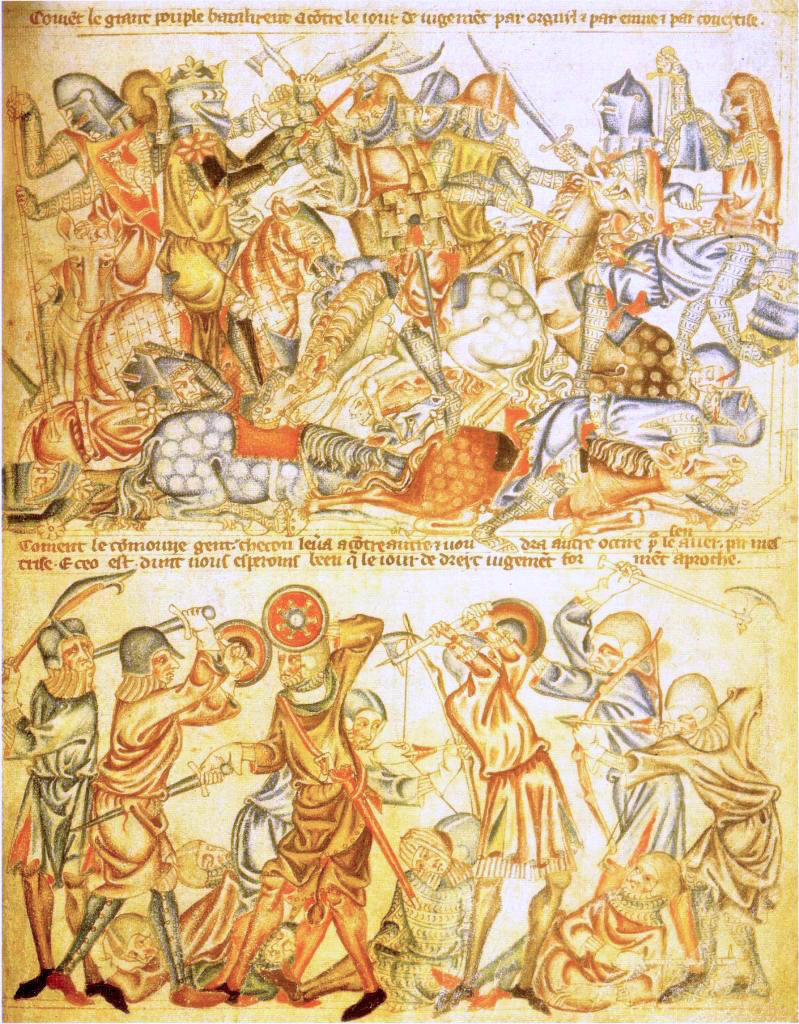
Битва при Баннокберне. Миниатюра из Библии Холкхэма, 1327—1335

Дружба между Пьером Гавестоном и Эдуардом, принцем Уэльским, привела к тому, что Гавестон был назначен лорд-лейтенантом Ирландии в 1308 году, и в 1308—1312 годах Роджер жил в Ирландии. В 1312—1314 годах Роджер, возможно, побывал в Аквитании, но в 1314 году он вернулся в Англию и во главе отряда из 300 пехотинцев участвовал в экспедиции Эдуарда II на север против Роберта Брюса. Роджер участвовал в битве при Баннокберне, был схвачен шотландцами, но позже отпущен без выкупа (Роджер был троюродным братом Роберта Брюса) и ему даже поручили возвратить Эдуарду II его личную печать и щит, найденные на поле боя, вместе с телами Гилберта де Клера, графа Глостера, и Роберта Клиффорда.

### Боевые действия в Ирландии и в Уэльсе
Ещё в 1308 году Роджер, прибыв в Ирландию для усиления своего влияния, был втянут в конфликт с родом де Ласи (англ. Lacys), которые обратились к помощи Эдуарда Брюса, брата короля Роберта I Шотландского. Суть конфликта состояла в том, что его тесть Джеффри де Жуанвиль получил свою собственность в Ирландии благодаря браку с наследницей рода де Ласи, и многие представители этого рода ставили под сомнение его права на эти земли, опираясь на ирландский обычай, по которому женщины лишались права быть наследницами имущества. Роджер и его супруга остались в Ирландии искать возможности установить контроль над спорными землями и начали свою личную войну против де Ласи, которая впоследствии привела к серьёзным политическим последствиям. Сразу после Баннокберна Эдвард Брюс вторгся в Ирландию для открытия второго фронта против англичан, провозгласил себя верховным королём Ирландии и начал кровавым террором склонять ирландцев к подчинению. Для де Ласи появление Эдварда Брюса создало возможность возродить свои претензии на земли, которые они уже считали потерянными, и они с распростёртыми объятиями встретили шотландских завоевателей.
Подобные проявления нелояльности к английской короне помогали Эдварду Брюсу посеять хаос на острове и сильно ослабили английские позиции. Армия англичан, ведомая Ричардом де Бургом, графом Ольстера, была разбита при Конноре, и казалось, что Ирландия последует за Шотландией в борьбе против английской власти. Роджер в это время был в Ирландии, но не участвовал в битве при Конноре, а отправился домой, где служба требовала его участия в других важных для Англии делах. В начале 1315 года он был в южном Уэльсе, где участвовал в подавлении восстания Лливеллина Брена в Гламоргане, после присоединился Бартоломью де Бэдлсмиру в подавлении восстания горожан Бристоля. После такого доказательства своей лояльности короне Роджер, побуждаемый чисто личными интересами решить ирландский вопрос, обратился к королю, и 23 ноября 1315 года Эдуард II назначил Роджера генерал-лейтенантом Ирландии.
Весной 1316 года Мортимер прибыл в Ирландию с новой армией. Первый удар он нанёс по де Ласи, разгромил их и установил контроль над всей южной Ирландией, остановив продвижение Эдварда Брюса в Ольстере. Хотя в 1318 году Роджер был снова вызван в Англию, он заложил основы для разгрома шотландцев в Ирландии — и 14 октября 1318 года армия под командованием Джона Бирмингема разбила Эдварда Брюса при Фогхарте, а голова Эдварда была отправлена в Англию королю. В награду Роджеру за поражение шотландцев в марте 1319 года король пожаловал ему титул губернатора Ирландии, 4 000 фунтов стерлингов и не менее значимое звание юстициария. Вскоре после этого во главе армии он прогнал де Ласи в Коннахт и отомстил всем их сторонникам. Второй период его правления в Ирландии был куда спокойнее, и Роджер в основном восстанавливал порядок в стране, разорённой войной. Наместником короля он был до 1321 года.

### В оппозиции к Эдуарду II
Понять происходившее далее помогают некоторые события времён Второй баронской войны (1264—1265 г.), когда движение реформаторов под предводительством Симона де Монфора подняло вооружённое восстание против Генриха III. В то время Хью Диспенсер, 1-й барон Диспенсер, был юстициарием Англии и одним из наибольших сторонников Монфора. Восстание было разгромлено 4 августа 1265 года в битве при Ившеме, когда Эдуард I, или лорд Эдуард, как его тогда называли, организовал свой ударный отряд, приказав им не сдаваться в бою и убить вождей восстания. Этот ударный отряд возглавлял Роджер Мортимер, 6-й барон Вигмор, и одной из его жертв стал Хью Диспенсер.
Семьи Диспенсеров и Мортимеров тогда стали заклятыми врагами. Хью Диспенсер Младший поклялся отомстить за смерть своего деда, а усилило вражду стремление Диспенсера, опираясь на помощь монарха, расширить свои владения в Южном Уэльсе в ущерб интересам Мортимеров. Когда Роджер вернулся в Англию в конце 1320 года, он с неохотой был вынужден прекратить свою поддержку короля и присоединиться к Хэмфри де Богуну, графу Херефорду, и другим лордам Марки, которые по разным причинам находились в оппозиции к королю.
Правление Эдуарда вызывало недовольства среди феодалов. Унаследовав долги своего отца, он ничего не сделал для улучшения состояния финансов королевства — наоборот, он тратил деньги на друзей и свой вольный стиль жизни. В 1310 году парламент установил лимиты затрат короля, фактически ограничив его власть, и в 1314—1318 годах Томас Плантагенет правил как главный советник Англии, а фаворит Эдуарда, Пьер Гавестон, благодаря усилиям феодалов был удалён со двора и позднее убит в 1312 году. В 1318 году, когда Томас потерял свой авторитет из-за поражения от шотландцев, Эдуард, при поддержке своего нового управляющего и фаворита Хью Диспенсера, отменил ограничения своей власти и взял правление в свои руки. Так как это произошло нелегально, феодалы снова восстали.
Это восстание Контрариантов, как их называли, в конце концов достигло успеха. Парламент вынудил Эдуарда II изгнать обоих Диспенсеров (отец Хью тоже был фаворитом короля), но ненадолго — вскоре они вернулись, и королевская армия выдвинулась против восставших в Валлийскую Марку. Де Богун вскоре бросил своё дело и убежал на север вместе с герцогом Ланкастером, оставив Роджера и его дядю без поддержки. Им не оставалось иного выхода, кроме сдаться в плен королю в Шрусбери в 1322 году. Позднее войска Томаса Плантагенета был разбиты в битве при Боробридже, а сам он захвачен в плен и обезглавлен.
Формально приговоренные к смерти, Роджер и его дядя были заключены в Тауэр пожизненно. Но в августе 1324 года Роджер смог бежать. По всей видимости, ему помогал Адам Орлетон, так как дать яд охране он сам вряд ли смог бы. Бежав из Тауэра, Роджер отправился сперва в Дорчестер, оттуда на остров Уайт, а затем на корабле во Францию, преследуемый указами о его поимке живым или мёртвым, — он был объявлен изменником, и за его голову назначена награда. Лорд Чирк же не нашёл в себе сил бежать и остался в Тауэре, где и умер в заточении.
Роджер прибыл ко двору короля Франции и стал собирать сторонников для вторжения в Англию. Но французы не были в этом особо заинтересованы, и поэтому планы Роджера начали обретать реальность только с прибытием королевы Англии Изабеллы, сестры короля Франции, на переговоры о мирном разрешении конфликта из-за Сен-Сардо. Изабелла была счастлива бежать от своего мужа, пренебрегавшего ею ради фаворитов, которые всячески притесняли Изабеллу и стремились посеять вражду между супругами. Родство с королём Франции Карлом IV стало основной причиной, почему Изабеллу направили на мирные переговоры — Эдуард надеялся на её влияние на брата. При французском дворе королева встретилась с Роджером Мортимером, и вскоре они стали любовниками. Из-за этого она отказалась возвращаться из Франции до тех пор, пока Диспенсеры будут сохранять силу как королевские фавориты. С этого времени она одевалась как вдова, утверждая, что Диспенсер уничтожил её брак с Эдуардом. В одном из посланий королю Изабелла пригрозила вторжением в страну её союзников для свержения фаворита.
В Париже королева и Мортимер стали любовниками. Эдуард, узнав об этом, устроил скандал. Он написал оскорбительные письма королю Франции с просьбой вернуть Изабеллу в Англию, который отвечал, что «Королева приехала по своей воле и может вернуться, когда ей угодно. Но если она предпочитает оставаться здесь, она моя сестра и я не могу выслать её». Летом она переселилась из Парижа в замок Шатонеф, а так как деньги из Англии перестали приходить, Карл оплачивал расходы сестры. Эдуард всячески откладывал поездку во Францию для принесения вассальной присяги, а когда дольше тянуть было невозможно, то уже находясь в Дувре, объявил, что болен, и вместо себя отправил делегацию, возглавляемую епископами Ричмонда и Стратфорда для подготовки к церемонии принесения присяги. В Париже Изабелла подала Стратфорду идею о передаче прав на все английские владения на континенте наследному принцу с тем, чтобы он прибыл для принесения вассальной присяги. Эдуард II согласился на эту комбинацию, что стало большой удачей для Изабеллы и Мортимера: её старший сын (будущий Эдуард III) освобождался от влияния Диспенсеров и попадал в руки своей матери. В сентябре 1325 года принц Эдуард принёс присягу, но, вопреки желанию короля Англии, Изабелла осталась вместе с сыном в Париже. Её двор стал центром притяжения для всех недовольных политикой Эдуарда II — по сообщению Уолтера Степлдона, епископа Эксетера, приехавшего на континент по заданию Эдуарда, при французском дворе собирались враги английского короля, в том числе Эдмунд Кентский, прибывший во Францию, чтобы жениться на кузине Роджера Мортимера, и Жан Бретонский, граф Ричмонд. Попытки Степлдона вернуть королеву в Англию оставались напрасными, его письма — непрочитанными, а через некоторое время епископ спешно покинул Францию, так как опасался за свою жизнь.

### Победа над Эдуардом
В декабре 1325 года на похороны Карла Валуа приехала его дочь Жанна, графиня Геннегау, с мужем — Вильгельмом д’Авеном. Французский король предложил женить наследного принца на дочери Вильгельма де Эно, а Роджер Мортимер уговорил того помочь в нападении на Англию. 8 февраля Эдуард выпустил воззвание о всеобщем сборе войск, где впервые связал имена Изабеллы и Мортимера. В Париже Изабелла, Мортимер и Кент вели тайные переговоры с послом Роберта Брюса, графом Морея, в обмен на прекращение набегов на северные земли Англии предлагая признать Брюса королём. Эдуард обратился с просьбой о возвращении Изабеллы в Англию к Римскому папе, и весной в Париж прибыли папские нунции. Вероятно, условием возвращения королева выдвинула требования удалить от двора Диспенсеров и возвратить ей конфискованные поместья. Перспектива полюбовного соглашения не входила в планы Мортимера, который, по некоторым сведениям, обещал убить Изабеллу, если она вернётся в Англию, но условия Изабеллы не были приняты ни Эдуардом, ни Диспенсерами. Тем временем Изабелла и Мортимер ускорили подготовку ко вторжению и вступили в переписку с недовольными правлением Эдуарда в Англии — в первую очередь с Адамом Орлетоном. Однако их любовная связь стала широко известна, и Иоанн XXII направил Карлу IV эдикт с требованием не предоставлять более убежища любовникам. Не желая ссориться с церковью, Карл нехотя подчинился, но не выдал Эдуарду II, что Мортимер отправился в Эно, а Изабелла вместе с Кентом — в Понтье.
В соответствии с ранее достигнутым соглашением о браке принца Эдуарда, Вильгельм де Эно предоставил Изабелле отряд рыцарей под командованием своего брата Жана де Бомона, а на приданое и деньги от Карла IV был нанят большой отряд брабантцев. Всё это войско под общим командованием Роджера Мортимера было погружено на предоставленные Вильгельмом де Эно 8 военных кораблей, и 22 сентября 1326 года Изабелла и Мортимер с небольшим отрядом отплыли в Англию из Дордрехта.
Изабелла и Мортимер высадились в Англии 26 сентября 1326 года, и к ним присоединился Генри Ланкастер. Шествие их войска по Англии было триумфальным — Лондон взбунтовался против короля, и Эдуарду ничего не оставалось, как бежать на запад. После трёхнедельного блуждания по Уэльсу 16 ноября король сдался в плен и был помещён в замок Кенилворт. Парламент был срочно созван и потребовал от Эдуарда отречься от престола, так как он нарушил свою клятву, данную при коронации: в 1308 году Эдуард поклялся «поддерживать законы и справедливые традиции народа королевства», причём нововведением было слово «народ»; клятвой было не просто поддерживать существующий закон, но укреплять его во время правления. При отречении Эдуарда парламент провозгласил, что он «был некомпетентен, чтобы править, предпочитал свои занятия интересам королевства, нарушил клятву при коронации, особенно касательно равного правосудия для всех, и тем нарушил благосостояние королевства». Формально Эдуард отрёкся от престола 20 января 1327 года, и через четыре дня парламент подтвердил право принца Эдуарда, герцога Аквитании, на престолонаследие. 1 февраля 1327 года Эдуард III был коронован в Вестминстерском аббатстве.

### Правление Мортимера
Несмотря на то что принц Эдуард был коронован 25 января 1327 года, страной фактически управляли Мортимер и Изабелла, которые поспешили укрепить свою власть, приказав убить Эдуарда II в сентябре в замке Беркли. Теперь богатство и власть достались Мортимеру. Он стал констеблем замка Уоллингфорд, в сентябре 1328 года стал графом Марч. И несмотря на то что в военных действиях он разбирался куда лучше Диспенсеров, его амбиции сделали очень многих его врагами. Его сын Джеффри назвал его «королём глупости». Он жил, как король, несмотря на то что «пользовался властью, которую получил не по праву, а через двуличность и насилие». За время своего короткого периода правления Англией он стал владельцем поместий Денби, Освестри и Клан, которые ранее принадлежали Эдварду Фицалану, графу Арунделу. Он также получил во владение от королевы поместье Монтгомери в Валлийской Марке.
Мортимер не был членом регентского совета, который возглавлял Генри, герцог Ланкастер, и не занимал ни одного важного государственного поста. Его власть базировалась на том, что он назначал своих сторонников на ключевые должности в администрации. Его ближайший друг Адам Орлетон стал лордом-казначеем, а Джон Хотэм, епископ Эли, стал лордом-канцлером. Среди его сторонников также выделялись Оливер Ингхэм и Саймон Берефорд. Главным рычагом воздействия Роджера на дела была связь с Изабеллой и то влияние, которое она имела на юного короля.

#### Шотландский вопрос
Первой проблемой, с которой столкнулось новое правительство, была Шотландия. Ещё в 1323 году стало ясно, что война против Роберта Брюса проиграна. Граф Пембрук и младший Диспенсер пробовали вести переговоры о мире, но неудачно: было заключено только временное перемирие. Брюс по-прежнему требовал формального признания его статуса независимого от Англии правителя. Роджер и Изабелла накануне их высадки в Англии договорились с Брюсом о ненападении на то время, пока они заняты свержением короля. Но для многих вельмож, особенно для Генри Ланкастера, идея мира с Шотландией была неприемлема, так как означала отказ от их претензий на земли в Южной Шотландии.
Когда Роджер и Изабелла взяли власть в Англии в свои руки, шотландцы начали собирать армию у границ. Поэтому, несмотря на соглашение, Роджер вынужден был уступить Ланкастеру и начать также собирать армию, чтобы противостоять шотландской угрозе. Веадейльская кампания 1327 года прошла безуспешно главным образом потому, что не ставилась цель достижения чего-либо. В октябре 1327 года начались переговоры, и зимой 1328 года был подписан мирный договор, ратифицированный парламентом 8 мая, главным образом по настоянию Мортимера. Англия признала Роберта Брюса королём Шотландии, его сын Давид должен был жениться на Джоан, сестре Эдуарда III, и все английские претензии на шотландские земли отменялись. Генри Ланкастер назвал этот договор «позорным» и обвинил Изабеллу и Роджера в предательстве и коварстве.

#### Восстание Генри Ланкастера
Одним из преимуществ позиции Роджера была та лёгкость, с которой сейчас стало возможно найти хороших мужей своим многочисленным дочерям. 31 мая 1328 года в замке Ладлоу праздновалась двойная свадьба его дочерей c Джеймсом Одли и Томасом Бошаном, графом Уориком. После этого Роджер и Изабелла отправились вдвоём в Берик для того, чтобы доставить юную Джоан шотландцам во исполнение своих обязательств. Но в то время как правители Англии занимались сватовством, Генри Ланкастер решил, что они предали страну своим союзом с шотландцами, а также тем, что не предоставили ему главную роль в парламенте, как того требовал его статус. Кроме того, у него была масса претензий к новому режиму, в том числе к быстрому обогащению Изабеллы и внезапной смерти бывшего короля Эдуарда II. В сентябре 1328 года Генри попытался захватить Эдуарда III, а когда она провалилась — отклонил своё участие в сборах парламента в Солсбери в октябре. Главной задачей сбора парламента в Солсбери было как раз примирение Генри и Роджера — таким образом, результат не был достигнут, но парламент вынужден был работать, и 31 октября утвердил назначение Эдуардом III его младшего брата Джона Этхемского, графом Корнуолла, Джеймсу Батлеру пожаловали титул графа Ормонда, а Роджер Мортимер стал графом Марч.
Присвоение Роджером графского титула раздражало многих, потому что выбор указания для этого титула — Марч — указывал на Валлийскую Марку и раскрывал амбиции Роджера по достижению должности, авторитетной над всем Уэльсом. По иронии судьбы — младший Хью Диспенсер ранее старался достичь того же. Эти амбиции вызвали очередное выступление оппозиции, и в декабре 1328 года Генри Ланкастер вместе с дядями короля — графами Норфолком и Кентом — издали совместное заявление, осуждающее Эдуарда III за нарушение своей коронационной клятвы, в частности в молчаливом согласии на убийство своего отца. В результате этого, 29 декабря 1328 года Роджер Мортимер объявил войну герцогу Ланкастеру и дал ему время до 7 января для сдачи в плен, а тем временем направился в Лестершир с армией и принялся систематически опустошать все поместья Генри Ланкастера. Генри созвал сборы в Бедфорде для оказания сопротивления Мортимеру, но Томас и Эдмунд не явились на них. Брошенный своими союзниками, как и его брат Томас в 1322 году, Генри решил сдаться на милость если не короля, то Роджера Мортимера. На сей раз Мортимер был более милостив, чем его предшественники, и Генри отделался штрафом в 11 тысяч фунтов стерлингов. Другие главные сторонники Ланкастеров, такие как Томас Бразертон, также были оштрафованы за своё участие в этом мини-восстании, но с другой стороны, это было небольшое наказание, и казалось, что жизнь в Англии нормализовалась.

#### Турнир Круглого Стола и падение графа Кента
Летом 1329 года Роджер устроил другую двойную свадьбу — его дочери выходили замуж за Лоуренса де Гастингса, графа Пембрука, и сына графа Норфолка, связав этим семью Мортимеров с королевской династией. Для празднования этого в августе 1329 года в замке Уигмор был устроен величественный турнир Круглого Стола. Королевская сокровищница была опустошена для этого экстравагантного и шикарного мероприятия, где Роджер Мортимер появлялся в роли короля Артура. Это было весьма символично, и при дворе начали шептаться, что Роджер претендует на королевскую корону, а вскоре появились и более явные свидетельства амбиций нового графа Марч.
Эдмунд Вудсток, 1-й граф Кент, был убеждён, что его брат (бывший король Эдуард II) до сих пор жив и находится в замке Корф. Он несколько раз пробовал получить доступ в замок и связался с двумя людьми — Бодо де Байо и Джоном Деверилом — которые согласились передать его письмо бывшему королю. Жена Эдмунда Маргарет написала письмо, в котором он излагал планы освободить короля и восстановить его на троне. Но к несчастью для Эдмунда эти двое были агентами Роджера Мортимера, и письмо было передано ему. Когда граф Кент прибыл на заседание парламента в Винчестер в марте 1330 года, его арестовали и обвинили в государственной измене и попытке свергнуть законного короля Эдуарда III. Для многих было шоком, что на сей раз Роджер Мортимер настаивал на том, чтобы к Эдмунду не было проявлено ни капли снисходительности и, несмотря на королевскую кровь, он был казнён 19 марта 1330 года. Перед смертью Эдмунд написал признание, где указал более 40 имён заговорщиков, включая архиепископа Йорка и епископа Лондона; большинство из них покинуло Англию, спасая свою жизнь, а их собственность была конфискована. Эти земли были разделены между Роджером и его ближайшими сторонниками, готовыми теперь к выступлениям оппозиции. В июне 1330 года восстание, планируемое Ричардом Фицаланом, графом Арунделом, было пресечено и сам граф арестован, и появились признаки того, что изгнанные из Англии планируют ещё одно восстание. Генри Ланкастер, утративший свои стремления, не смог бы стать лидером оппозиции, но всё равно угроза был достаточно сильной. Несмотря на это, власть Роджера и Изабеллы летом 1330 года не пошатнулась.

#### Свержение и казнь
Смерть Эдмунда Вудстока продемонстрировала, что никто не может безнаказанно обманывать Роджера и Изабеллу, чьё правление сейчас угрожало тиранией и диктатурой, как и их предшественник Эдуард II. И ясное дело, что Эдуард III, которому сейчас было почти 18 лет, строил планы избавления от влияния своей матери и её любовника. Он нанял Уильяма Монтегю как тайного агента для связи с Папской курией, и постепенно заменял людей Мортимера на государственных постах своими, как только предоставлялась возможность. Возможно, что ему пришла мысль что, так как Роджер и Изабелла уже казнили его отца и дядю, то он будет следующим. В любом случае, Уильям Монтегю теперь подстрекал короля к действиям своим знаменитым советом: «Лучше съесть собаку, чем быть съеденным собакой».

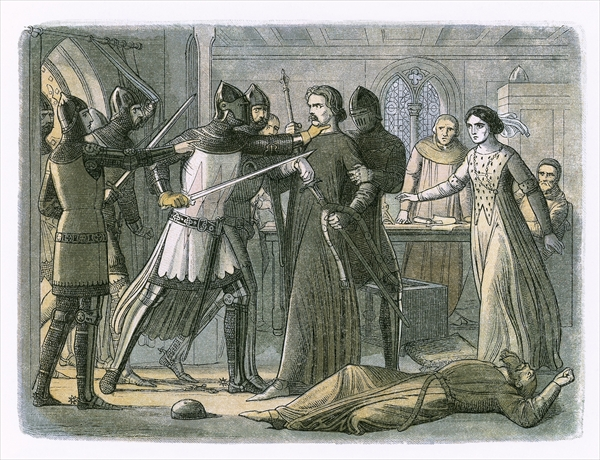
Арест Мортимера

Парламент был созван в Ноттингеме в октябре 1330 года, и королевская свита, включая Роджера и Изабеллу, остановилась в Ноттингемском замке. Это было место, избранное для удара, и Уильям Монтегю свёл знакомство с неким Уильямом Эландом, который показал ему секретный проход в замок. И вот, 19 октября 1330 года, юный Эдуард сказался больным для того, чтобы иметь возможность отсутствовать, и тем временем отправился разведать секретный проход в замок. Две дюжины мужчин под командованием Уильяма Монтегю двинулись за ним в замок. Завязалась краткая схватка между ними и охраной Мортимера, Хью Теплингтон и Ричард Монмут были убиты, но Роджер Мортимер был схвачен и посажен в тюрьму.
Несмотря на желание Эдуарда повесить Роджера здесь и сейчас, Генри Ланкастер убедил его провести некое подобие судебного процесса. Роджера перевезли из Ноттингема в Тауэр, где 20 октября Эдуард III издал обращение, в котором говорилось, что отныне он берёт власть в Англии в свои руки. Парламент перенёс свою работу в Вестминстер, где он собрался в следующем месяце для рассмотрения судебного разбирательства над Роджером Мортимером. 26 октября Роджер предстал перед пэрами, обвинённый по 14 пунктам, включая убийство Эдуарда II, расправу над Эдмундом Вудстоком, незаконное обогащение себя за счёт королевства и вмешательство в работу правительства страны. Ему не дали возможность защиты или хотя бы ответить на эти обвинения — все обвинения были просто объявлены, после чего Мортимер был назван «изменником и врагом короля и королевства, которого следует привязать к хвосту лошади, пустив её вскачь, а после повесить». Через 3 дня, 29 ноября Роджера Мортимера перевезли из Тауэра на Тайбернский холм. Его протащили за лошадью всю дорогу, а после повесили — обычная казнь для изменников, включающая также потрошение и четвертование, в этом случае не использовалась. Ключевой сторонник Роджера — Саймон Берефорд — также подвергся подобной казни, и были выписаны ордера на арест трёх других, участвовавших в убийстве Эдуарда II, но многие другие, такие как Оливер Ингхэм и Томас Беркли, были прощены. Большие владения Роджера Мортимера были конфискованы в пользу государства.
Вдова Мортимера, Джоан, получила прощение в 1336 году и прожила до 1356 года. Она была похоронена рядом с мужем в Вигморском замке, но место их захоронения не сохранилось до наших дней. Что же до Изабеллы, то у неё отняли всю недвижимость, которую она присвоила, и поместили под охрану в Виндзорский замок. В марте 1332 года Эдуард разрешил ей вернуться в замок Ризинг в Норфолке, где она тихо провела оставшуюся жизнь, изредка навещая королевский двор, до самой смерти в 1358 году. После смерти её брата, короля Франции Карла IV, Эдуард выдвинул претензии на наследование французского трона, что положило начало Столетней войне.

## Семья и дети
- Жена: Джоанна (Жанна) де Жуанвиль (1286—1356), дочь Пирса де Жуанвиля (Пьера де Жуанвиля), лорда Уолтерстоуна, и Жанны де Лузиньян, дамы де Куе. Имели четырёх сыновей и одиннадцать дочерей, в том числе:

1. Эдмунд Мортимер (1302/5—1331), жена — Елизавета де Бэдлсмир. Их сын Роджер унаследовал восстановленный титул деда и стал 2-м графом Марчем.
2. Маргарет Мортимер (1304—1337), муж — Томас де Беркли, 3-й барон Беркли.
3. Роджер Мортимер (1305/06 — 1327/28).
4. Мод Мортимер (1307 — после 1345), муж — Джон Черлтон, 2-й барон Черлтон[21].
5. Джеффри Мортимер (1309—1372/6). В 1337 году покинул Англию и уехал в Аквитанию. С этих пор известен как Жоффруа де Мортемер. Был единственным наследником своей бабушки, Жанны де Лузиньян, от которой унаследовал сеньорию де Куе. Родоначальник французского рода Мортемеров.
6. Джон Мортимер (1310—1328)
7. Джоан Мортимер (1311/3—1337/51), муж — Джеймс Одли, 2-й барон Одли.
8. Изабелла Мортимер (1311/3 — после 1327)
9. Екатерина Мортимер (1311/3—1369), муж — Томас де Бошан, 11-й граф Уорик.
10. Агнес Мортимер (1315/21—1368), муж — Лоуренс Гастингс, 1-й граф Пембрук.
11. Беатриса Мортимер (1315/21—1383), первый муж — Эдуард Норфолкский; второй муж — сэр Томас Брюес.
12. Бланш Мортимер (1314/22—1347), муж — Питер де Грандисон, 2-й барон Грандисон.

- Внебрачная связь: Изабелла Французская (1292—1358), королева Англии. Детей не имели.

## Образ в искусстве
В художественной литературе
- Кристофер Марло, трагедия «Эдуард II».
- Бен Джонсон, фрагмент незаконченной трагедии «Падение Мортимера».
- Цикл Мориса Дрюона «Проклятые короли».

В фильмах и сериалах
- Мини-сериал «Проклятые короли» (1972 год): роль Роджера исполнил Клод Жиро.
- Мини-сериал «Проклятые короли» (2005 год): роль Роджера исполнил Бруно Тодескини.